# K-12 (álbum)
K-12 (pronunciado "K through twelve") é o segundo álbum de estúdio da cantora e compositora norte-americana Melanie Martinez. Foi lançado junto ao filme de mesmo nome, escrito e dirigido por Martinez, em 6 de setembro de 2019, através da Atlantic Records.

## Antecedentes

Martinez começou a desenvolver o álbum sozinha alguns meses após a lançamento de Cry Baby (2015).

Tão só alguns meses após ter publicado seu primeiro álbum de estudio Cry Baby (2015), Martinez revelou que sabia exatamente o que seria seu próximo trabalho, a não dar muita informação, explicou que sua intenção era interligar todos os seus álbuns e continuar com a história de Cry Baby. Assim mesmo posicionou a esta última personagem como a narradora da história de K-12, e mencionou que trataria sobre o lugar onde vive e a introdução de novas personagens, afastando-as das relações familiares e relacionamentos amorosos de sua personagem desenvolvidas no disco anterior. Entre março e maio de 2016, Martinez comentou que o material ainda estava nos processos de composição, e que não planejava o lançar cedo, ademais publicou em sua conta de Instagram um fragmento da letra de uma das canções que apareceriam nele. Eventualmente, a intérprete assegurou que não daria detalhes do projeto até finalizar com os vídeos musicais promocionais de Cry Baby; ademais revelou que o produtor Michael Keenan, voltaria a trabalhar com ela no álbum, após o ter feito no anterior. Em agosto desse ano, depois de ser entrevistada por um editor da revista Vogue por sua participação no Lollapalooza 2016, confirmou que o álbum tinha terminado de ser escrito, e estava em processo de produção. No final de outubro desse ano indicou que estava a realizar os toques finais e pequenos detalhes; também assinalou que sairia em algum momento do 2017, e que ao igual que o primeiro album, seria um álbum conceitual e conteria treze canções.
Durante uma entrevista com o portal de notícias brasileiro G1, a cantora comentou que seu novo material era sobre se curar através da música. Em março de 2017, Martinez confirmou para a edição argentina da revista Billboard que tinha trabalhado com a co-escritora de Soap, Emily Warren, em três canções do disco já que segundo a intérprete, Warren é a única com a que poderia compor uma canção neste momento de minha vida, porque todo o material é muito pessoal e vem desde muito adentro. Igualmente mencionou que o álbum demoraria mais do esperado como se encontrava compondo os bonus tracks e trabalhando no aspecto visual. Depois da eleição do presidente dos Estados Unidos, Donald Trump, Martinez admitiu estar aterrorizada e indignada com o fato, e que por causa do polêmico panorama no que se encontrava o país, tinha escrito uma canção cuja personagem principal tem um nome que é um trocadilho para "Trump".
Por outro lado, Martinez concedeu uma entrevista à estação de rádio chilena Rock & Pop onde reiterou que o álbum estaria muito apegado ao tema visual, dado que isto ajudaria a contar uma história de princípio e fim. Também se referiu sobre a personagem Cry Baby nesta nova história, onde agora ela estaria a crescer: Em Cry Baby é uma pequena garota, então o próximo álbum será como ela fazendo a transição para uma adolescente. É um tipo de processo de crescimento, desde a primeira canção até a número treze. Sobre o lançamento do álbum, disse que não tinha fixado uma data fixa ainda pois passaria o resto do ano focada na criação de todo o visual.

## Lançamento e capa
Em fevereiro de 2019, Melanie Martinez revelou que, ainda que o álbum já estava terminado, esperaria a finalizar a edição do filme com o fim dos publicar juntos no final de verão. Assim mesmo, disse que não teria nenhum single que precedesse ao disco.  No 15 de maio de 2019, a cantora estreou um vídeo de dezonove segundos em suas redes sociais. Nele, Cry Baby, a personagem de Melanie, entra em uma sala de classes onde a maestra e os alunos a olham de uma forma estranha. O curto conclui com um cartaz onde se lê K-12. Ao dia seguinte, revelou a capa do álbum, a qual mostra a Martinez de costas a um grande edifício rosa, enquanto a seu lado se situa um autocarro escolar da mesma cor. Posteriormente em 15 e 29 desse mesmo mês subiu dois novos progressos, dos quais o segundo destes, confirmou a data de lançamento do disco, 6 de setembro. O filme estreou um dia antes em cinemas selecionados, no dia 6 de setembro Melanie fez o upload do K-12 no Youtube, juntamente com o lançamento do álbum nas plataformas digitais e está disponível neste momento.

## Promoção
Desde um princípio, Martinez expressou que o álbum seria muito visual já que trataria de refletir os signos desta era.. Devido a isto, a cantora confirmou que teria um filme que acompanharia o lançamento do mesmo com o fim de procurar uma nova forma de contar a história do primeiro álbum, Cry Baby, publicados individualmente. Assim mesmo, disse que o filme era sua principal prioridade e seria uma mistura de terror e drama, onde ela encarregar-se-ia do dirigir e o escrever, além de outros aspectos como a estética.

## Desempenho comercial
Apesar de nenhum single ter sido lançado antes do álbum, K-12 estreou na terceira posição da Billboard 200, com 57.000 unidades vendidas. Foi o segundo álbum de Martinez a atingir o top 10 da parada de álbuns estadunidense, sendo, até o momento, a maior posição alcançada pela cantora na tabela. Adicionalmente, alcançou o topo da parada de álbuns do gênero alternativo da Billboard, tornando-se seu segundo álbum a conquistar o feito. Em outras regiões, o álbum alcançou o top 10 em oito países, incluindo Reino Unido, Austrália e Canadá.

## Lista de faixas
Todas as faixas escritas e compostas por Melanie Martinez e Michael Keenan, e produzidas por Keenan, exceto onde indicado. 
| K-12 – Edição padrão |                           |                                              |                |         |  |
| N.º                  | Título                    | Compositor(es)                               | Produtor(es)   | Duração |  |
| 1.                   | "Wheels On the Bus"       | Melanie Martinez Michael Keenan Emily Warren |                | 3:40    |  |
| 2.                   | "Class Fight"             |                                              |                | 2:41    |  |
| 3.                   | "The Principal"           |                                              |                | 2:56    |  |
| 4.                   | "Show & Tell"             |                                              |                | 3:35    |  |
| 5.                   | "Nurse's Office"          |                                              |                | 3:22    |  |
| 6.                   | "Drama Club"              | Martinez Jeremy Dussolliett Tim Sommers      | One Love       | 3:45    |  |
| 7.                   | "Strawberry Shortcake"    | Martinez Keenan Warren                       |                | 3:04    |  |
| 8.                   | "Lunchbox Friends"        |                                              |                | 2:49    |  |
| 9.                   | "Orange Juice"            |                                              |                | 3:37    |  |
| 10.                  | "Detention"               |                                              |                | 3:56    |  |
| 11.                  | "Teacher's Pet"           |                                              |                | 4:01    |  |
| 12.                  | "High School Sweethearts" |                                              |                | 5:11    |  |
| 13.                  | "Recess"                  | Martinez Keenan Warren                       |                | 3:50    |  |
| Duração total:       | Duração total:            | Duração total:                               | Duração total: | 46:27   |  |

| K-12 – Edição deluxe |                 |                                                                                            |                |         |  |
| N.º                  | Título          | Compositor(es)                                                                             | Produtor(es)   | Duração |  |
| 14.                  | "Notebook"      |                                                                                            |                | 2:30    |  |
| 15.                  | "Test Me"       |                                                                                            |                | 2:54    |  |
| 16.                  | "Brain & Heart" | Martinez Keenan Rodney Jerkins Fred Jerkins III LaShawn Daniels Cory Rooney Jennifer Lopez |                | 3:23    |  |
| 17.                  | "Numbers"       |                                                                                            |                | 4:39    |  |
| 18.                  | "Glued"         |                                                                                            |                | 3:12    |  |
| 19.                  | "Field Trip"    |                                                                                            |                | 3:00    |  |
| 20.                  | "The Bakery"    | Martinez Blake Slatkin                                                                     | Slatkin        | 2:35    |  |
| Duração total:       | Duração total:  | Duração total:                                                                             | Duração total: | 67:19   |  |

| K-12 – Edição do iTunes / DVD da versão física |                   |                |                |         |  |
| N.º                                            | Título            | Compositor(es) | Produtor(es)   | Duração |  |
| 14.                                            | "K-12" (The Film) | Martinez       | Tyler Zelinsky | 92:06   |  |
| Duração total:                                 | Duração total:    | Duração total: | Duração total: | 138:33  |  |

| K-12 – Edição limitada (vinil bônus) |                           |                |         |  |
| N.º                                  | Título                    | Compositor(es) | Duração |  |
| 1.                                   | "High School Sweethearts" |                | 5:11    |  |
| 2.                                   | "Strawberry Shortcake"    |                | 3:04    |  |
| Duração total:                       | Duração total:            | Duração total: | 8:15    |  |

## Tabelas musicais
| Chart (2019)                               | Melor posição |
| ------------------------------------------ | ------------- |
| Austrália (ARIA)                           | 6             |
| Bélgica (Ultratop Flandres)                | 15            |
| Bélgica (Ultratop Valônia)                 | 65            |
| Canadá (Billboard)                         | 10            |
| República Tcheca (ČNS IFPI)                | 71            |
| Países Baixos (Dutch Charts)               | 8             |
| Finlândia (Suomen virallinen lista)        | 20            |
| França (SNEP)                              | 81            |
| Alemanha (Offizielle Deutsche Charts)      | 27            |
| Irlanda (IRMA)                             | 7             |
| Itália (FIMI)                              | 11            |
| New Zealand Albums (RMNZ)                  | 8             |
| Noruega (VG-lista)                         | 18            |
| Espanha (PROMUSICAE)                       | 6             |
| Suécia (Sverigetopplistan)                 | 32            |
| Reino Unido (Official Albums Chart)        | 8             |
| Estados Unidos Billboard 200               | 3             |
| Estados Unidos (Top Alternative Albums)    | 1             |
| Estados Unidos Top Soundtracks (Billboard) | 1             |

## Histórico de lançamento
| Região | Data                  | Formatos                                         | Gravadora | Ref.          |
| ------ | --------------------- | ------------------------------------------------ | --------- | ------------- |
| Mundo  | 6 de setembro de 2019 | CD CD/ DVD LP cassete download digital streaming | Atlantic  | [ 41 ] [ 41 ] |

## Ligações Externas
- Sitio site oficial de Melanie Martinez (em inglês).
- Sitio site oficial de Atlantic Records (em inglês).